# Ronnie Lester
Ronnie Lester (Canton, 1 de enero de 1959) es un exjugador de baloncesto estadounidense que jugó 6 temporadas en la NBA. Con 1,88 metros de estatura, jugaba en la posición de base. En la actualidad ejerce las funciones de asistente del General Mánager de Los Angeles Lakers.

## Trayectoria deportiva

### Universidad
Jugó durante 4 temporadas con los Hawkeyes de la Universidad de Iowa, donde promedió 16,9 puntos y 4,8 rebotes por partido. Tras ganar la Big Ten Conference, empatados con Michigan State Spartans, y llegar ambos equipos a la Final Four, la estrella de estos últimos, a la postre campeones, Magic Johnson lo calificó como el mejor jugador al que se había enfrentado en el campeonato. Fue elegido en dos ocasiones en el mejor quinteto de la conferencia, siendo también incluido en 1979 en el segundo mejor quinteto del All-American. Cuando llevaban disputados 10 partidos de su última temporada, una lesión en la rodilla le hizo perderse prácticamente el año entero, y que marcaría el resto de su carrera.

### Selección nacional
Fue convocado por Bobby Knight para la selección de Estados Unidos que disputó los Juegos Panamericanos de 1979 en Puerto Rico. Ganaron la medalla de oro, promediando en los 9 partidos que disputó 10,7 puntos, 1,1 rebotes y 2,6 asistencias por partido.

### Profesional
A pesar de sufrir una artroscopia poco tiempo antes, fue elegido en la décima posición del Draft de la NBA de 1980 por Portland Trail Blazers, aunque fue traspasado inmediatamente a Chicago Bulls a cambio de Kelvin Ransey. Allí se reprodujeron sus problemas con la rodilla, perdiéndose prácticamente toda su temporada rookie.
Al año siguiente, ya recuperado, jugó su mejor temporada como profesional, siendo titular en casi todos los partidos, acabando con unos promedios de 11,6 puntos y 4,8 asistencias por partido. Jugó dos temporadas más con los Bulls, aunque se perdió bastantes partidos al reproducirse su lesión. Finalmente fue cortado antes del inicio de la temporada 1984-85.
Gracias a su amistad con Magic, consiguió con su intercersión un puesto en el fondo del banquillo de Los Angeles Lakers, actuando como tercer base por detrás del propio Magic y Michael Cooper. Esa temporada ganó su único anillo de campeón, tras derrotar en las Finales a los Boston Celtics de Larry Bird por 4-2. Al finalizar la siguiente temporada fue traspasado a Seattle Supersonics, pero la rodilla dijo basta, optando por la retirada.

## Estadísticas de su carrera en la NBA

### Temporada regular
| Temp.   | Edad | Equipo     | Liga | P   | TIT | MIN  | TC  | TCA | %TC  | 3P  | 3PA | %3P  | TL  | TLA | %TL  | R.OF. | R.DEF. | REB | ASIS | ROB | TAP | PER | FP  | PTS  |
| 1980-81 | 22   | Chicago    | NBA  | 8   |     | 10.4 | 1.3 | 3.0 | .417 | 0.0 | 0.0 |      | 1.3 | 1.4 | .909 | 0.4   | 0.4    | 0.8 | 0.9  | 0.3 | 0.0 | 1.1 | 0.6 | 3.8  |
| 1981-82 | 23   | Chicago    | NBA  | 75  | 74  | 30.0 | 4.4 | 8.8 | .501 | 0.1 | 0.1 | .500 | 2.8 | 3.4 | .813 | 1.0   | 1.8    | 2.8 | 4.8  | 1.1 | 0.2 | 2.5 | 2.1 | 11.6 |
| 1982-83 | 24   | Chicago    | NBA  | 65  | 38  | 22.1 | 3.1 | 6.9 | .453 | 0.0 | 0.1 | .000 | 1.9 | 2.6 | .725 | 0.7   | 1.9    | 2.6 | 5.1  | 0.8 | 0.1 | 2.1 | 1.9 | 8.1  |
| 1983-84 | 25   | Chicago    | NBA  | 43  | 3   | 16.0 | 1.8 | 4.4 | .415 | 0.0 | 0.1 | .200 | 1.7 | 2.0 | .862 | 0.5   | 0.6    | 1.1 | 3.9  | 0.7 | 0.1 | 1.7 | 1.4 | 5.4  |
| 1984-85 | 26   | L.A.Lakers | NBA  | 32  | 1   | 8.7  | 1.1 | 2.6 | .415 | 0.0 | 0.0 | .000 | 0.7 | 1.0 | .677 | 0.1   | 0.7    | 0.8 | 2.5  | 0.5 | 0.1 | 1.0 | 0.8 | 2.8  |
| 1985-86 | 27   | L.A.Lakers | NBA  | 27  | 0   | 8.2  | 1.0 | 1.9 | .500 | 0.0 | 0.1 | .000 | 0.6 | 0.7 | .789 | 0.0   | 0.4    | 0.4 | 2.0  | 0.3 | 0.1 | 1.6 | 1.0 | 2.5  |
| Total   |      |            | NBA  | 250 | 116 | 19.8 | 2.7 | 5.8 | .469 | 0.0 | 0.1 | .227 | 1.8 | 2.3 | .788 | 0.6   | 1.3    | 1.9 | 4.0  | 0.7 | 0.1 | 1.9 | 1.6 | 7.3  |

### Playoffs
| Temp.   | Edad | Equipo     | Liga | P  | MIN | TCA | TC | 3PA | 3P | TLA | TL | R.OF. | REB | ASIS | ROB | TAP | PER | FP | PTS | %TC  | %3P  | %FT  | MIN | PTS | REB | AST |
| 1980-81 | 22   | Chicago    | NBA  | 5  | 42  | 7   | 18 | 0   | 1  | 5   | 7  | 5     | 6   | 4    | 2   | 0   | 5   | 4  | 19  | .389 | .000 | .714 | 8.4 | 3.8 | 1.2 | 0.8 |
| 1984-85 | 26   | L.A.Lakers | NBA  | 9  | 54  | 6   | 15 | 0   | 0  | 7   | 9  | 2     | 8   | 9    | 0   | 0   | 4   | 7  | 19  | .400 |      | .778 | 6.0 | 2.1 | 0.9 | 1.0 |
| Total   |      |            | NBA  | 14 | 96  | 13  | 33 | 0   | 1  | 12  | 16 | 7     | 14  | 13   | 2   | 0   | 9   | 11 | 38  | .394 | .000 | .750 | 6.9 | 2.7 | 1.0 | 0.9 |

## Vida posterior
En 1987 entró a formar parte del grupo de ojeadores de Los Angeles Lakers. Fue el responsable de la elección de Derek Fisher en el draft de 1996, siendo esta una de las razones por la que fue ascendido a asistente del General Mánager del equipo, Mitch Kupchak, en sustitución de Kurt Rambis, que pasó a ser asistente del entrenador. En la actualidad sigue desempeñando ese cargo.